# П'єтро Кунті
П'єтро Кунті (італ. Pietro Cunti; 3 вересня 1962) — швейцарський хокеїст, нападник. 
Вихованець хокейної школи ХК Ароза. Виступав за ХК «Ароза», ХК «Кур», СК «Берн».
У чемпіонатах Швейцарії — 313 матчів (157+148), у плеф-оф — 30 матчів (13+4).
У складі національної збірної Швейцарії учасник зимових Олімпійських ігор 1988 (2 матчі, 1+1), учасник чемпіонату світу 1987 (10 матчів, 2+2). 
Досягнення
- Чемпіон Швейцарії (1989, 1991).